# Charlotta Miller
Anna Charlotta Bente Miller, född 19 juni 1972 i Bergsjön i Göteborg, är en svensk filmregissör och manusförfattare. 2008 belönades hon med en Guldbagge för rollsättningen till filmen Kid Svensk.
Miller är utbildad vid Institutet för högre TV-utbildning, Broby Grafiskas manuslinje och har en magister i manus från Stockholm Dramatiska Högskola. Hon har arbetat med film och TV-drama sedan 2001. Kortfilmen Svamp från 2011 är hennes debut som manusförfattare och filmregissör. Filmen tävlade på Sundance Filmfestival 2012. Samma år skrev och regisserade hon även kortfilmen Låtom oss alla hjälpa till. 2013 tävlade hon med novellfilmen Ice Ice Baby i SVT:s och Filminstitutets novellfilmssatsning.

### Fotnoter
1. 1 2  ”Svamp”. Hagabion. http://www.hagabion.se/filmer/folketsbio/1058. Läst 28 september 2012.
2. ↑  ”Elevgalleri: Charlotta Miller”. Institutet för högre TV-utbildning. Arkiverad från originalet den 19 augusti 2010. https://web.archive.org/web/20100819005809/http://www.tvinstitutet.se/index.asp?pId=30&pt=g&cId=7&opt=p#. Läst 28 september 2012.
3. ↑  ”Kreativa processer”. Brobygrafiska.se. Arkiverad från originalet den 18 april 2013. https://archive.is/20130418070102/http://www.brobygrafiska.se/kreativaprocesser/. Läst 28 september 2012.

### Webbkällor
- Charlotta Miller på Svensk Filmdatabas